# 譚維鼎
譚維鼎（15世紀—16世紀），字朝鉉，號瓶臺，廣東廣州府新會縣天河人，明朝政治人物。

## 生平
譚維鼎是嘉靖十九年（1540年）庚子科廣東鄉試第二名舉人，三十七年（1558年）授同安知縣，到任後查詢民間疾苦，平均賦稅，審視徭役，又重視學校，早晚和諸生講學，不時舉行考核激勵士子，判案以情理為務，胥吏不得干預；當時倭寇橫行，他先請減少弓兵銀紓解民困，並建築土堡、訓練鄉兵，派出間諜使盜賊互相仇殺，於浯洲擒拿倭寇首領阿士機，招撫林三顯以擊破楊三，抓捕黃大壯，追擊鄭大果、王子琪於安溪處斬，招撫馬三岱後解決南關之圍，由此數萬賊人都歸順；三十九年（1560年）夏季旱災，他齋戒沐浴，率令部下祈禱，不久大雨降下，同年耕作豐收。
嘉靖四十三年（1564年）陞泉州同知，受命修繕莆田堤岸，節省費用而堤岸堅固，當地人都感激他，流寇入侵仙遊縣，他和都督戚繼光合力討平，功勞上表得賜鏹幣，又追贈其父親為泉州同知，陞都督府經歷，不久改廣西按察司僉事、分巡左江，減免兩江商稅，改力差為僱役，並寫下《小學解》讓人民學習，忠州土官黃督相作亂佔據四都，他給與典史李材方略擒拿對方，陞廣西按察司副使，不久因病辭官，卒年僅五十歲，各地皆為他建特祠。

## 引用
1. 1 2  道光《新會縣志·卷八·人物上》：譚維鼎，字朝鉉，天河人，領嘉靖十九年鄉薦第二，筮仕同安，時倭寇及饒漳，饑盜動以千萬，環瞰孤城，鼎請減弓兵銀以甦疲困，築土堡、練鄉兵、誓信義，多設間諜令自仇殺，凡先後回擄口並降活者數萬人，晉泉州府同知，委修莆隄費省隄固，莆人賴之，會寇犯仙遊，諸邑檄鼎與都督戚繼光討平之，功上賜鏹幣，贈父母如其官，晉都督府經厯，尋擢廣西左江分巡僉事，減兩江商稅，改力差為僱役出，所撰《小學解》令民習之，忠州土官黃督相占據四都，鼎召典史李材授以方略擒之，增秩本道副使，督剿古田，旋謝病歸，卒年僅五十，同寧閩甌間皆建特祠，鼎居家視弟鼐子如己子，置祭田、恤宗族，里閈高其義。
2. ↑  光緒《同安縣志·卷十九·名宦》：譚維鼎，字朝鉉，號瓶臺，新會人，舉人，嘉靖三十七年知縣，下車周詢民隱，平賦稅，審徭役，均勞逸，節財用，凡可致民康乂者殫力為之，尤加意學校，朔望與諸生講論，多所發明，四時攷校差等第以示激勸，獄大小必盡情，吏不得高下其手。時倭寇充斥，告當路請援兵、修城池、簡軍實，多方捍禦，擒倭酋阿士機等於浯洲，招撫林三顯，藉其策破楊三，擒黃大壯，追鄭大果、王子琪於安溪馘之，致馬三岱於庭下，值賊攻南關，以兵授岱立解其圍，劇寇數萬二朝效順，邑藉以安；庚申夏旱，齋戒沐浴，率屬虔禱，澍雨疊沛，四郊沾足，歲以大豐，陞本府同知，歷廣西僉事。